# 小行星2449
小行星2449（2449 Kenos）是一颗围绕太阳公转的小行星。1978年4月8日，威廉·利勒在托洛洛山发现了此天体。
該小行星以火地群島原住民神話中的第一人凱諾斯（Kenos）命名。
这颗小行星的绝对星等为102.1533426936465等。